# ささめきこと
『ささめきこと』は、いけだたかしによる漫画作品。メディアファクトリーの漫画雑誌『月刊コミックアライブ』2007年3月号に読み切りとして掲載され、同年7月号から2011年11月号まで連載された。同級生の女子に恋をしてしまった女性主人公の片想いを描いたラブコメディである。
単行本は全9巻が発売されており、2009年4月現在で15万部を売り上げている。2009年10月から12月までテレビアニメが放送された。
作品タイトルの「ささめきこと」とは、「ささやくこと。小声でひそひそと話すこと。ひそかに噂話をすること」などの意味である。 

## あらすじ
風間汐は、親友の村雨純夏とのランチの最中、「…どうして女の子同士で愛し合っちゃいけないのかしら」と嘆く。「まぁた病気が始まったか」と軽く受け流す純夏だったが、実は彼女は汐のことを密かに思っていた。しかし、汐の理想のタイプは、長身の純夏とは正反対の「カワイイ」女の子であり、想いを打ち明けられずにいた。
そんな純夏の片思いを知った年上のクラスメイト蓮賀朋絵は、間違って共学校に入ってしまった女子生徒愛好者のために、女子の女子による女子のための部活「女子部」を立ち上げないかと純夏に持ちかける。その後も純夏の周りには、女性読者モデルとして活動する男子生徒朱宮正樹や、少女小説を愛好する内気な女子生徒蒼井あずさなどが集まり、騒動が巻き起こる。

## 登場人物

### 梅枝高校
村雨 純夏（むらさめ すみか）
声 - 高垣彩陽
本作の主人公。身長が175センチメートルと女子としては長身。成績優秀で運動神経も抜群。クラス委員長。「暴刀村雨」（中学時代、高校生を5人でのしたことでつけられた。ただし真相は、遊園地でしつこく付きまとった男子を純夏が怒鳴って追い払ったものである）という異名もある。
家は空手道場で、母は既に他界しており、現在は父と家政婦と3人の兄がいる。自身も空手は相当な腕前（黒帯所有者）であり、道場破りを撃退している。以前、汐に好かれるために「かわいくない」という理由で辞めていたが、シャルロッテの師匠として道場にも復帰（ロッテを鍛えることで汐を自分のほうに振り向かせたいという、やや不純な動機もあった）し、創設された女子空手部の初代部長となった。
家事全般は苦手で、料理をするたびに鍋を爆発させている。
地味でボーイッシュな格好を好み一見クールでとっつきにくく見えるが、汐がらみや予想外の事態に遭遇したときにはうまく対応できずおかしな行動をとってしまうことも多い。
中学校で汐に出会って以来、汐に想いを寄せているが、彼女の好みには当てはまらないと思い、打ち明けられずにいた。しかし、高二の夏休み、風間が怪我で弱気になった祖母の下で暮らすかもしれないことを知り、自分の想いを伝えた（第46話）。
風間 汐（かざま うしお）
声 - 高本めぐみ
かわいい女の子が好きなおっとりとした女の子。兄と2人暮らし。家事は得意。図書委員。兄ほどではないが、部屋の半分が埋まるほどの蔵書がある。
中学生時代に女の子が好きだという理由により檜垣中でいじめを受けたことで転校を余儀なくされ、転校した中学でもクラスで浮いていた所をクラス委員の純夏が接するようになり、それ以来仲を深めている。
思い込んだら手段を問わず突っ走る行動力があるが、付合いの長い純夏の気持ちには気づかないなど天然なところがある。18話で純夏への思いを自覚するようになったが中学時代に親友から「気持ち悪い」といわれた事によるトラウマからその思いを封印し、あくまで友達として付き合うことを決めた。その気持ちを抑え続けた結果、自室で感情を爆発させ、右腕を骨折してしまった（31話）。そして32話において自分の気持ちを偽ることをやめて正面から向き合うことを決めた所に、蓮賀から村雨の思いを知ったことで徐々に距離が縮まるようになった。生徒会長選挙に立候補した純夏が後輩で同じ空手部員でもある蝉丸による暴力事件によって立候補辞退を余儀なくされ、事情を知った対立候補も辞退したことによって行われたやり直し選挙に立候補し、他に立候補が無かったため、当選。生徒会長となった（第43話）。
鳥追 きより（とりおい きより）
声 - 加藤英美里
通称「キョリちゃん」。吹奏楽部員。食べることが好きでしょっちゅう何かを食べている。特にカレーパンに目がない。
ムードメーカーで、純夏のグループ以外にも友人が多いようである。嫌なことはキッパリ断る。
ちなみに「キョリ」というニックネームの「KYO」は、本名の他に「Ku-kiYomenaiOnna」という意味もあり、実際、仲間内では最も空気の読めない言動が多い。
朱宮 正樹（あけみや まさき）
声 - 清水彩香
クラス副委員長。純夏に想いを寄せる男子で、中学時代からのクラスメート。
純夏が汐のことが好きなことを見抜いており、どうすれば振り向いてくれるかを思い悩んだ末にとった女装という行動が妹の目に止まり、「山崎アケミ」という偽名を使い女装して少女ファッション誌のモデルをしていた。元より行動がかなり女の子寄りであるが、ここ一番では身を挺して純夏を護ろうとしたこともあった。
純夏や肉親以外にも、モデル仲間、編集長、ドロッセルも彼の正体を知っている。とあるファッションショーで起きた悲劇のためにモデル界から足を引いた。その悲劇以降、彼の書き方がヨレヨレの線になっていたが、村雨の選挙対策で彼氏役を任されることになり、復活する。卒業後は、ロッテの母親であるドロッセルにスカウトされてヨーロッパでモデルとしてデビューした。
蓮賀 朋絵（はちすか ともえ）
声 - 原田ひとみ
純夏たちと同学年だが、2歳年上。宝塚の男役のような口調で話す。本人は「少々」と言い張るが、水泳全般の能力が非常に高い。家族構成は分かっているだけで父・兄・継母・祖父がいる（父と祖父は未登場。また兄と継母はメイド達の間で『出来ている』と言われている）。自動車運転免許を持っているが、運転は壊滅的なほどに下手である。女子空手部に入部後、白帯であるにもかかわらず活躍し、色帯を取得、黒帯を目指して村雨の道場で修業をしている。
察しが良くリーダーシップと行動力に見るべきものがあるが、猪突猛進型でどこか抜けているところがあるため、純夏からは馬鹿だと思われている。
蓮賀重工グループを運営する蓮賀家の娘で、一時は相当な経営難にまで落ちたが、彼女の手腕により立て直しており、祖父（蓮賀義南）から「高校在学の3年間は自由にして良い」と言われている（そのため2年間学業面を封印せざるを得なかった。またそのために現状で彼女にたてつける人間はほぼいない）。なお、表向きには彼女の父が立て直したことになっている。
みやことは恋人同士。
当麻 みやこ（たえま みやこ）
声 - 斎藤千和
校内屈指の美少女の1人。ツインテールが特徴で小柄。愛称は「姫」。父は蓮賀家の運転手。
朋絵によれば「虫も殺さぬ顔をしてひねり潰す」。普段は猫をかぶっており、クラスメイトらに人気があるが、「黒い」発言が時折あったり、毒のある行動を見せたりする。
朋絵とは恋人同士。なお、美少女設定ではあるものの、作中の絵ではあまりそういうタッチで描かれる事がない。
蒼井 あずさ（あおい あずさ）
声 - 牧口真幸
商店街にある酒屋「あおい」の一人娘で、少女小説家の織野真紗香のファン。同人誌製作もしている。純夏を同人誌即売会にデビューさせた人物。同人誌関係で友人を失った過去がある。彼女もまた、一度妄想するとなかなか止まらないタイプ。
アニメ版では同人誌作成協力の項目で日日日が参加している。
洞察力に優れ、純夏と汐との間にある恋愛感情を独力で見抜いた人物である。自身も純夏にほのかな想いを寄せていた節もあるが、２人の想いの強さを感じ取り、終始応援する立場を崩さなかった。
シャルロッテ・ミュンヒハウゼン
通称「ロッテ」。ドイツから来た飛び級の留学生で、金髪碧眼の人形のような美少女。空手家の父と映像作家で演出家の母を持つ。日本に来てからは村雨家で暮らしている。
見た目とは正反対の空手バカであり、「ヤマトダマシイ」を体現するため、男子でも制服はブレザーなのに学ランを着用。片言なために台詞は全部カタカナで表記される。
純夏を師匠と慕い、彼女の様になりたいと思っている。女子空手部が創設されてからは副部長を務めるが、飛び級であるために公式戦に参加できないのが悩み。
藤戸 ミナ（ふじと ミナ）
女子サッカー部員。いつも頭に巻いているバンダナがトレードマーク。純夏や朋絵ほどではないが、快活で行動的な性格。
学校行事やクラスでの活動の際にも、ある程度のリーダーシップを発揮する存在である。純夏と同様、男兄弟が多い。
銭形平（ぜにがただいら）
ミステリー研究会所属。綿村を舎弟のように従えている、べらんめえ口調の小柄な女子。活動的な性格で、綿村と共に要人護衛や追跡といった任務を任される事が多い。汐やあずさ、きより、女子空手部を除けば、個人レベル（綿村と2人）で純夏の家を訪問した唯一のクラスメートでもある。
綿村（わたむら）
銭形平を「おやびん」と呼び慕う女子でミステリー研究会所属。いつもは髪を全てアップにしているが、下ろすと実は稀に見る美形。その容姿を活かし「KUN」という名の雑誌モデルもしている。アケミと仕事が一緒になる事もある。
蝉丸 まゆ（せみまる まゆ）
主人公たちの後輩。空手経験者（色帯所有者で後に黒帯を取得した）であり、純夏に憧れて女子空手部に入部した。恋乃とは幼馴染み。不器用ながらまっすぐな性格の持ち主。対人関係などでトラブルを起こす事が多いが、常に正しい事を貫こうとする姿勢は純夏たちも認めている。
道々流で二年、空手を学んでいた際、同じ道場の先輩からいじめをうけ、空手を辞めるつもりだった。しかし、全国大会でその先輩に完勝し圧倒的強さで連覇した純夏の姿にあこがれ、極北流で二年、改めて空手を修行した（ただし、電車賃がかかるとの理由で純夏の道場とは別の道場での修業となった）。そして純夏と同じ高校に通いたい一身で猛勉強して梅枝高校に入学（父親いわく、「梅枝に受かったのも正直、奇跡といわれた程」とのこと）し、創部まもない女子空手部に入部した。
松原 恋乃（まつばら こいの）
主人公たちの後輩で、まゆの小学校からの親友。まゆと共に女子空手部に入部したが、空手は初心者。温和なしっかり者で、多分に天然な言動が多いまゆのフォロー役である。また、まゆには友情を超えた恋愛感情を抱いている。
錦木 千津香（にしきぎ ちづか）
声 - 早見沙織
汐より1学年上の図書委員で、容姿端麗な女性。汐が恋していた人物であるが、千津香が好きな男子が汐のことを好きだったため、汐の気持ちを知ることもないうち彼女を逆恨みして叱責。図書室にて凄まじい形相の泣き顔で汐をにらみつけ汐の恋心は告白する前に終わりを告げる。
長く汐との関係に溝を残していたが、のちに和解する。実はかなりのドジっ子であり、天然な言動も意外に多い。

### その他
村雨 天海（むらさめ てんかい）
声 - 大川透
純夏の父で、極北空手村雨道場師範。今ひとつ頼りない息子たちよりも純夏を後継ぎにしたがっている。
早澄 野江（はやすみ のえ）
声 - 前田愛
村雨家の住込み家政婦。母親の様に純夏に接している。一見おっとりとしているが、思い出話を捏造したりするお茶目な一面もある。純夏の汐への恋愛感情にも、早くから気付いていたと思われる人物の一人。
風間 範夫（かざま のりお）
声 - 羽多野渉
汐の兄。作家「織野 真紗香」（おりの まさか）の正体であり純夏もそのことは知っているが、あずさにはバラさない様にしている。蔵書家だが、読めれば状態にはかまわない主義。戦前の少女漫画を集めるのが趣味。大学時代、先輩である砧と付き合っており、一時は結婚まで考えていたが、祖母の元にいられなくなった汐を引き取るために別れた。その後、友人の結婚式に参加した際、砧と再会、改めて結婚を申し込み、最終話で結婚した。
妹を同性愛者と認めた上で、最後までその事を否定しないと心に決めており、純夏とは別の意味で汐の拠り所になっている。
汐の祖母
名前は不明。元教師で汐と範夫の母親は元教え子。
カルビン・ミュンヒハウゼン
シャルロッテの父。あまりにデカ過ぎて顔が描かれたことが一度もない。
ドロッセル・フォン＝ミュンヒハウゼン
シャルロッテの母親。娘のシャルロッテを溺愛しているが、空手をすることをあまり快く思っていない。
朱宮 万奈歌（あけみや まなか）
声 - 竹達彩奈
正樹の妹。兄（女装した）を少女ファッション誌のモデルの道に進ませた張本人。兄に肉親以上の情を抱いていると思われる節があるが、純夏との関係も自分なりに応援している。その割に純夏への評価は辛辣で、いつも彼女を「電柱女」と形容する。妄想癖が強く、暴走する事もしばしば。
矢橋 タケミ（やばせ タケミ）
純夏より3歳年上の関西弁を話す空手選手。ジュニアチャンピオン、国体2位にもなったことのある実力者。大阪の大学に在学中。
恋乃の母親
蝉丸に言わせれば「若くてキレイ」。しかし惚れっぽい性格か、離婚、再婚を繰り返しているようである。
関寺
風間や村雨たちのクラスの担任。村雨たちに女子空手部の創設を持ちかけ、顧問も勤めている。やや事なかれ的な面がある。
砧綾衣（きぬた　あやえ）
大学時代の範夫の先輩。大学時代、範夫と付き合っており、一時は結婚も考えていたが、前述のように範夫が妹の汐を引き取ったことで別れることになった。しかし、友人の結婚式で範夫と再会し、改めて結婚を申し込まれ、最終話で結婚した。汐の同性愛に対しては女子高出身で周りに同様の人がいたこともあり、比較的理解がある。

## 用語
女子部
朋絵が提案した、女子の女子による女子のための部活。メンバーは、純夏・汐・朋絵・みやこ・アケミの5人。当然認められるわけもなく担任（声 - 早水リサ）に却下された。
女子空手部（になる予定の同好会）
ロッテのコーチ役として再び道場に出るようになった純夏が出稽古に来たタケミを倒したため「暴刀村雨」が帰って来たとの噂が広まり、梅枝高校に空手の猛者たちが押し寄せることとなった。以前、女子部の企画を却下した担任から女子空手部の提案があり、女子部の夢を諦めきれていなかった朋絵を中心として部室と部費の獲得を目指して同好会を設立。メンバーは設立時の純夏（部長）、シャルロッテ（副部長）、朋絵、みやこ、後に入部したまゆ、恋乃の6人。「女子」と「部」が非常に強調されている。
初めて団体で参加した大会では、一回戦は勝ったが、女子団体の出場校が少ないので、二回戦が準決勝となり、そこで敗れたため3位となる。大会後、生徒会長選挙に立候補した純夏に関連した事件（純夏に関する噂に激怒した蝉丸が同級生を拳で殴った）によって活動休止を余儀なくされたが、その後、復活し県大会で総合で二位、個人戦で一位となった。

## 書誌情報
- いけだたかし 『ささめきこと』 メディアファクトリー〈MFコミックス アライブシリーズ〉、全9巻。
  1. 2007年12月31日初版第一刷発行（12月22日発売）、ISBN 978-4-8401-1978-8
  2. 2008年4月30日初版第一刷発行（4月23日発売）、ISBN 978-4-8401-2219-1
  3. 2008年9月30日初版第一刷発行（9月22日発売）、ISBN 978-4-8401-2270-2
  4. 2009年3月31日初版第一刷発行（年3月23日発売）、ISBN 978-4-8401-2550-5
  5. 2009年9月30日初版第一刷発行（9月23日発売）、ISBN 978-4-8401-2916-9
  6. 2010年3月31日初版第一刷発行（3月23日発売）、ISBN 978-4-8401-3303-6
  7. 2010年10月31日初版第一刷発行（10月23日発売）、ISBN 978-4-8401-3386-9
  8. 2011年2月28日初版第一刷発行（2月23日発売）、ISBN 978-4-8401-3753-9
  9. 2012年1月31日初版第一刷発行（1月23日発売）、ISBN 978-4-8401-4095-9

## テレビアニメ
2009年10月から12月まで、テレビ東京・テレビ大阪・テレビ愛知・AT-Xにて放送された。全13話。
2015年2月25日に、ブルーレイボックスが発売された。

### スタッフ
- 原作 - いけだたかし（月刊コミックアライブ連載/メディアファクトリー刊）[3]
- 監督 - 菅沼栄治[3]
- 脚本 - 倉田英之[3]
- キャラクターデザイン・総作画監督 - 猪股雅美[3]
- 美術監督 - 渋谷幸弘
- 色彩設計 - 松山愛子
- コンポジットディレクター（撮影監督） - 加藤友宜
- 編集 - 宇都宮正記
- 音楽 - 蓮実重臣[3]
- 音楽プロデューサー - 福田正夫
- 音楽制作 - フライングドッグ[3]
- 音響監督 - 岩浪美和[3]
- プロデューサー - 吉沼忍、小山倫良、伊藤将生
- アニメーションプロデューサー - 松嵜義之、黄樹弐悠
- 制作プロデューサー - 知念明仁
- アニメーション制作 - AIC[3]
- 製作 - 梅枝高校女子部[3]

### 主題歌
オープニングテーマ「悲しいほど青く」
作詞 - 清浦夏実 / 作曲・編曲 - 窪田ミナ / 歌 - 清浦夏実
第13話は挿入歌として使用。
エンディングテーマ「虹色ポケット」
作詞・作曲 - 佐々倉有吾 / 編曲 - 山本隆二 / 歌 - 清浦夏実

挿入曲「すぐそこにみえるもの -piano solo-」（第8話、第10話）
作曲・編曲・演奏 - 窪田ミナ
挿入歌「すぐそこにみえるもの」（第9話）
作詞 - 西直紀 / 作曲・編曲 - 窪田ミナ / 歌 - 清浦夏実

### 各話リスト
| 話数     | サブタイトル             | 絵コンテ        | 演出              | 作画監督                                |
| -------- | ------------------------ | --------------- | ----------------- | --------------------------------------- |
| その一   | ささめきこと             | 菅沼栄治        | 高島大輔          | 猪股雅美                                |
| その二   | かわいいひとたち         | 伊藤真朱        | 岩田幸大          | 山田裕子                                |
| その三   | ファーストキス           | 菅沼栄治 土屋日 | 荒井省吾          | 山岸正和                                |
| その四   | 4+1                      | 菅沼栄治 土屋日 | のがみかずお      | 桝井一平                                |
| その五   | friends                  | 森脇真琴        | 森脇真琴          | 小泉初栄                                |
| その六   | 二人の夜                 | 中山岳洋        | 高島大輔          | 澤田譲治                                |
| その七   | 少年少女                 | 宮崎なぎさ      | 宮崎なぎさ        | 斉藤美香                                |
| その八   | Ripple                   | 稲垣隆行        | 神戸洋行          | 谷拓也                                  |
| その九   | ひまわりの君             | 土屋日          | のがみかずお      | 桝井一平                                |
| その十   | ハプニング・イン・サマー | 森脇真琴        | 森脇真琴          | 小泉初栄                                |
| その十一 | なんでもない             | あおきえい      | 岩田幸大          | 合田浩章                                |
| その十二 | 雨を見たかい             | 中山岳洋        | 荒井省吾          | 亀谷響子、山岸正和                      |
| その十三 | CALLING YOU              | 菅沼栄治        | 高島大輔 菅沼栄治 | サトウミチオ、谷拓也 澤田譲治、小泉初栄 |

### 放送局
| 放送地域   | 放送局     | 放送期間                      | 放送日時                     | 放送系列       | 備考             |
| ---------- | ---------- | ----------------------------- | ---------------------------- | -------------- | ---------------- |
| 関東広域圏 | テレビ東京 | 2009年10月8日 - 12月31日      | 木曜 2:20 - 2:50（水曜深夜） | テレビ東京系列 |                  |
| 愛知県     | テレビ愛知 | 2009年10月8日 - 12月31日      | 木曜 2:58 - 3:28（水曜深夜） | テレビ東京系列 |                  |
| 大阪府     | テレビ大阪 | 2009年10月10日 - 2010年1月9日 | 土曜 3:35 - 4:05（金曜深夜） | テレビ東京系列 |                  |
| 日本全域   | AT-X       | 2009年10月15日 - 2010年1月7日 | 木曜 11:00 - 11:30           | CS放送         | リピート放送あり |

| テレビ東京 木曜 2:20 - 2:50（水曜深夜）     | テレビ東京 木曜 2:20 - 2:50（水曜深夜） | テレビ東京 木曜 2:20 - 2:50（水曜深夜） |
| 前番組                                      | 番組名                                  | 次番組                                  |
| ------------------------------------------- | --------------------------------------- | --------------------------------------- |
| 死化粧師 エンバーマー 間宮心十郎 （再放送） | ささめきこと                            | バカとテストと召喚獣                    |

## Webラジオ
2009年10月からのテレビアニメ放送開始に関連して、HiBiKi Radio Stationで配信されていたラジオ番組。全18回。
概要
- タイトル：『彩陽・めぐみのささめきらじお』
- 配信：2009年9月30日 - 2010年2月25日（毎週木曜日2010年1月から月2回）

パーソナリティー
- 高垣彩陽（村雨純夏役）
- 高本めぐみ（風間汐役）

ゲスト
- #11 清水彩香（朱宮正樹役）
- #18 いけだたかし（原作者）